# Program 12 kroków (grupy)

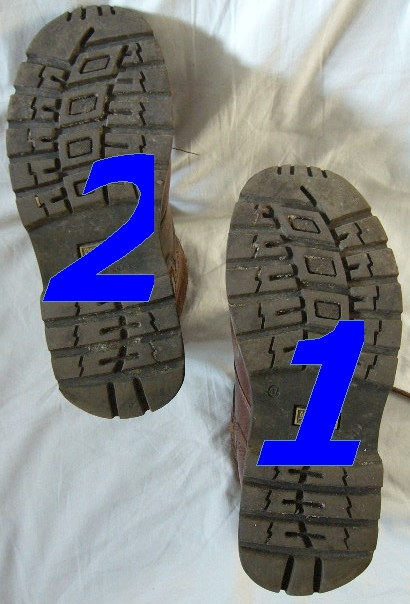
kroki do trzeźwości

Program 12 kroków (ang. twelve steps, w niektórych polskich wspólnotach Al-Anon nazywane 12 Stopniami) – popularna wśród osób uzależnionych forma samopomocy, polegająca na wymianie doświadczeń związanych z praktykowaniem Programu 12 kroków (stopni), stanowiącą zbiór zaleceń dla osoby uzależnionej, członka grupy samopomocowej 12 kroków, które systematycznie stosowane i wymieniane z innymi uczestnikami mają pomóc uczestnikowi wspólnoty wyzwolić się z uzależnienia.
Program ten został wypracowany przez Anonimowych Alkoholików, a następnie zaadaptowany przez inne wspólnoty. W każdej ze wspólnot ze względu na jej główny cel zmienia się brzmienie pierwszego Kroku, miejsce alkoholu zastępuje uzależnienie, którego dotyczą spotkania danej grupy.

## Główne zasady
Podstawą działania jest maksymalna autonomia poszczególnych członków grupy wobec siebie i wobec grupy. Ta sama zasada dotyczy relacji pomiędzy grupami. W związku z tym ruchy tego typu rezygnują z posiadania osobowości prawnej, powołując jedynie biuro w formie np. fundacji i uprawnione do reprezentowania wspólnoty „na zewnątrz”. Z niej wynika zasada anonimowości uczestników. Wyraża się ona w nieprowadzeniu list członków i list obecności oraz nieużywania personaliów – wyłącznie imię, a uczestnicy występujący publicznie nie ujawniają także twarzy. Następną cechą charakterystyczną jest zasada tylko jednego celu poprzez dzielenie się doświadczeniem, siłą i nadzieją po to by „rozwiązać wspólny problem” – wyjście z tego właśnie uzależnienia. Jej następstwem jest istnienie ponad 100 wspólnot opartych na tej zasadzie i stale powstają nowe. Z niej również wynika zasada praktyczności. Wspólnota nie prowadzi badań teoretycznych, nie angażuje się w działania innych organizacji, nie angażuje się w dysputy publiczne i polemiki. Grupy utrzymują się wyłącznie z datków uczestników i programowo nie przyjmują dotacji z zewnątrz, a kwoty oficjalnych, indywidualnych darowizn, przyjmowanych wyłącznie od uczestników ograniczone są zazwyczaj do kwoty 1000 $ rocznie.

## Historia i rozwój
Modelem dla tych grup stały się powstałe w drugiej połowie lat 30. XX w. grupy Anonimowych Alkoholików. Grupy często używają określenia „wspólnota”. Pierwszy ruch bliźniaczy Grupy Rodzinne Al-Anon powstał na drodze wyodrębnienia się z AA. Początkowo bliscy alkoholików na równi z nimi uczestniczyli w spotkaniach. Kolejne wspólnoty powstawały już niezależnie, korzystając jedynie z modelu jaki wypracowali alkoholicy.
Pierwsi członkowie AA byli uczestnikami grup oksfordzkich, zatem program tego chrześcijańskiego ruchu odnowy był jednym z pierwszych źródeł. Jako kolejne wymieniane są poglądy C.G. Junga, które Roland Hazard przekazał twórcy programu Billowi Wilsonowi.

### Zastosowanie w lecznictwie odwykowym
Pierwszy krok uczynili twórcy programu, tworząc w 1940 niezależny od wspólnoty Anonimowych Alkoholików ośrodek High Watch Farm w stanie Connecticut. Po raz pierwszy w zamkniętym lecznictwie szpitalnym dokonano tego w USA w stanie Minnesota. Obecnie najbardziej znany jest ośrodek w Hazelden w USA. Tak powstał model „Minnesota”. Obecnie popularny w wielu krajach. W Polsce elementy modelu Minnesota zaczął wprowadzać jako pierwszy, kierowany przez dr. med. Bohdana Woronowicza, Oddział Odwykowy, a później Ośrodek Terapii Uzależnień w Instytucie Psychiatrii i Neurologii w Warszawie.

## Struktura organizacyjna
Zgodnie z tradycją czwartą każda grupa jest autonomiczna. Funkcje niezbędne do funkcjonowania grupy noszą nazwę służb. Grupy współpracują ze sobą poprzez przedstawicieli grup (struktury takie noszą zazwyczaj nazwę intergrupa, a te spotykają się na tzw. regionach). Całość współpracy koordynuje złożona z przedstawicieli regionów Służba Krajowa. W miarę wzrostu ilości grup tworzone są jednostki pośrednie np. okręgi. Wspólnoty 12 Kroków programowo dążą do utrzymania zorganizowania na jak najniższym poziomie. W zależności od realizacji zadań technicznych (np. wydawanie literatury, organizacja dorocznych i jubileuszowych zlotów) wymagających osobowości prawnej powoływane jest biuro posiadające często status fundacji (w Polsce: Fundacja Biuro Służby Krajowej Anonimowych Alkoholików w Warszawie, Stowarzyszenie Służb Grup Rodzinnych Al-Anon w Poznaniu). Ponadto ruchy organizują spotkania o charakterze warsztatowym, często cykliczne, ale zazwyczaj rzadziej niż raz w miesiącu.

### Anonimowość
Wypracowana przez Anonimowych Alkoholików i przyjmowana przez kolejne wspólnoty zasada nie prowadzenia list członków i nie gromadzenia danych osobowych, oraz zobowiązanie uczestników do zachowania w zaufaniu faktu uczestnictwa w spotkaniach innego uczestnika spotkania. Tylko on sam może od tej zasady odstąpić. Natomiast w sferze kontaktów danej wspólnoty ze „światem zewnętrznym” oznacza nieużywanie wizerunku i danych osobowych przez członka ruchu występującego np. przed mediami. W pierwszym wypadku zasada anonimowości ma na celu ułatwienie wyzbycia się wstydu przez osobą cierpiącą z powodu danego problemu, a w drugim stawianie dobra wspólnego ponad indywidualne i umożliwiającą przyjęcie osobistej odpowiedzialności w sytuacji złamania norm grupy przez uczestnika.

### Spotkanie
Istnieje kilka różnych typów spotkań.
- dyskusyjne – omawiany jest konkretny temat w oparciu o osobiste doświadczenia uczestników,
- spikerskie (mówcy) – jedna, maksymalnie trzy osoby opowiadają całą historię swego życia (rozwój uzależnienia, moment przemiany, sposób życia w trzeźwości w oparciu o 12 kroków)
- robocze – służące omawianiu spraw organizacyjnych.

Spotkanie może prowadzić dowolny uczestnik, jednak zwyczajowo każda grupa określa interwał czasowy pełnienia takiej służby. Spotkania są wyraźnie ustrukturalizowane, aczkolwiek istnieje kilka odmian. Otwiera je utworzenie kręgu z odmówieniem tzw. Modlitwy o Pogodę Ducha, następnie odczytanie tekstów początkowych. Kroki i Tradycje są stałym punktem tej części. Zasadnicza część robocza, często zawierająca odczytanie fragmentów literatury danej wspólnoty. Zakończenie spotkania także ma formę kręgu z modlitwą. W różnych momentach omawiane są sprawy organizacyjne. Dobrowolne datki zabiera się albo na zakończenie spotkania – kapelusz wędruje z rąk do rąk lub jest ustawiany w widocznym, centralnym miejscu pomieszczenia w którym odbywają się spotkania.

## Przegląd grup
| nazwa polska                                | nazwa angielska                | data powstania   | data powstania w Polsce | liczba grup na świecie | liczba grup w Polsce | w ilu krajach istnieje |
| ------------------------------------------- | ------------------------------ | ---------------- | ----------------------- | ---------------------- | -------------------- | ---------------------- |
| Anonimowi Alkoholicy                        | Alcoholics Anonymous           | 10 czerwca 1935  | jesień 1974             | 106 202                | ok. 2100 (2009)      | 170                    |
| Al-Anon                                     | Al-Anon Family Groups          | 1951             | jesień 1980             | ponad 33 tys.          | 326 (2006)           | 112                    |
| Anonimowi Narkomani                         | Narcotics Anonymous            | 17 sierpnia 1953 | około roku 1990         | 33 500                 | 130                  | 116                    |
| Dorosłe Dzieci Alkoholików                  | Adult Children of Alcoholics   | 1978             | 1986                    | –                      | –                    | –                      |
| Anonimowi Jedzenioholicy                    | Overeaters Anonymous           | 19 stycznia 1960 | ok. 1992                | ok. 6.500              | ok. 25               | 75                     |
| Anonimowi Palacze                           | Nicotine Anonymous             | 1982             | ok. 1997                | –                      | –                    | –                      |
| Anonimowi Uzależnieni od Seksu i Miłości    | Sex and Love Addicts Anonymous | 1976             | 1993                    | –                      | 32                   | –                      |
| Anonimowi Seksoholicy                       | Sexaholics Anonymous           | 1979             | ok. 2005                | –                      | ok. 90               | –                      |
| Anonimowi Hazardziści                       | Gamblers Anonymous             | 1957             | luty 1995               | –                      | 37                   | 45                     |
| Anonimowi Lekomani                          | Pills Anonymous                | 1975             | –                       | –                      | –                    | –                      |
| Anonimowi Depresanci                        | Depressed Anonymous            | maj 1985         | 2004                    | –                      | 5                    | –                      |
| Anonimowi Emocjonaliści                     | Emotions Anonymous             | 1971             | –                       | –                      | –                    | –                      |
| Anonimowi Dłużnicy                          | Debtors Anonymous              | 1968             | –                       | –                      | –                    | –                      |
| Anonimowi Uzależnieni od Gier Komputerowych | Online Gamers Anonymous        | 2002             | 2009                    | –                      | –                    | –                      |
| Anonimowi Pracoholicy                       | Workaholics Anonymous          | 1983             | –                       | –                      | –                    | –                      |
| Anonimowi Zbieracze                         | Clutterers Anonymous           | 2005             | –                       | –                      | –                    | –                      |
| Anonimowi Przemocowcy                       | Violence Anonymous             | –                | 2018                    | –                      | 2                    | –                      |

Ponadto istnieją grupy częściowo odwołujące się do Programu 12 Kroków i wykorzystujące tylko niektóre elementy 12 Tradycji.